# De aanbidding door de wijzen (1564)

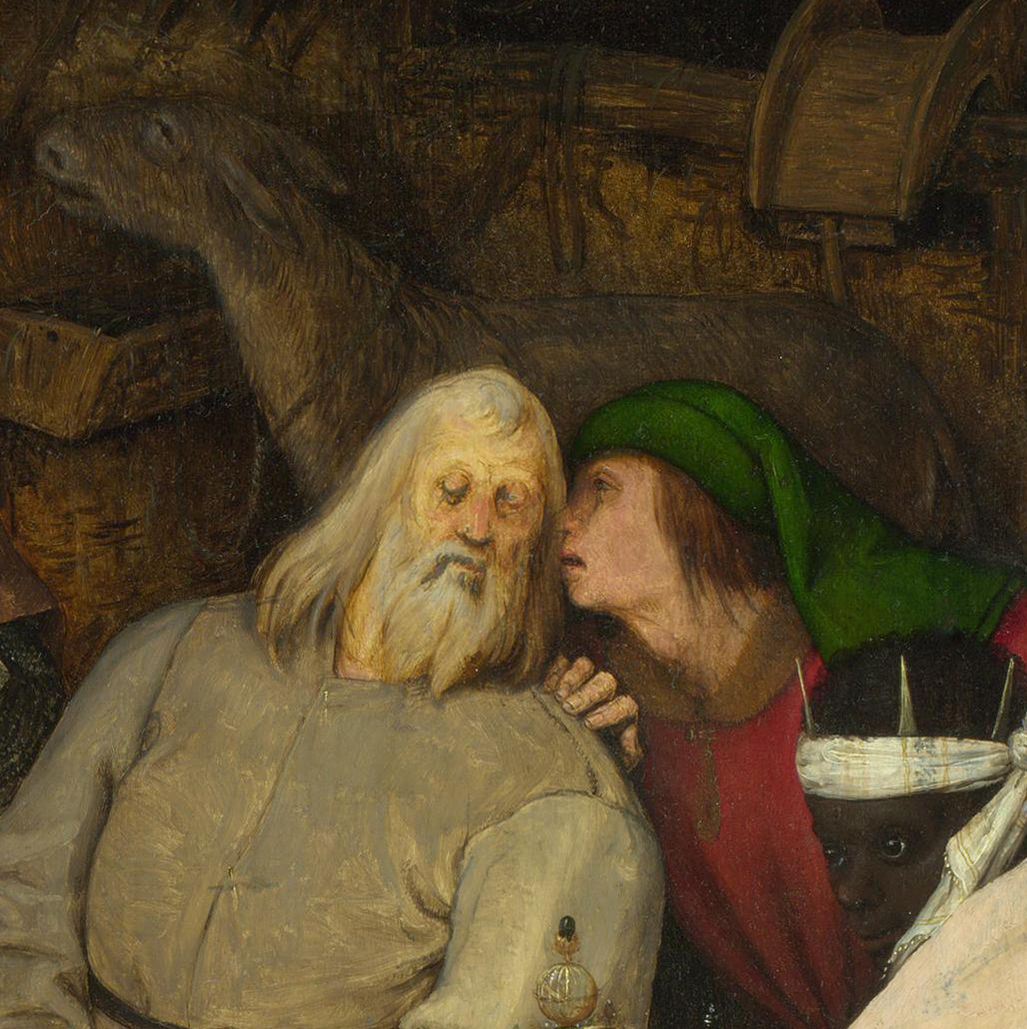
Jozef, de fezelaar en Balthasar

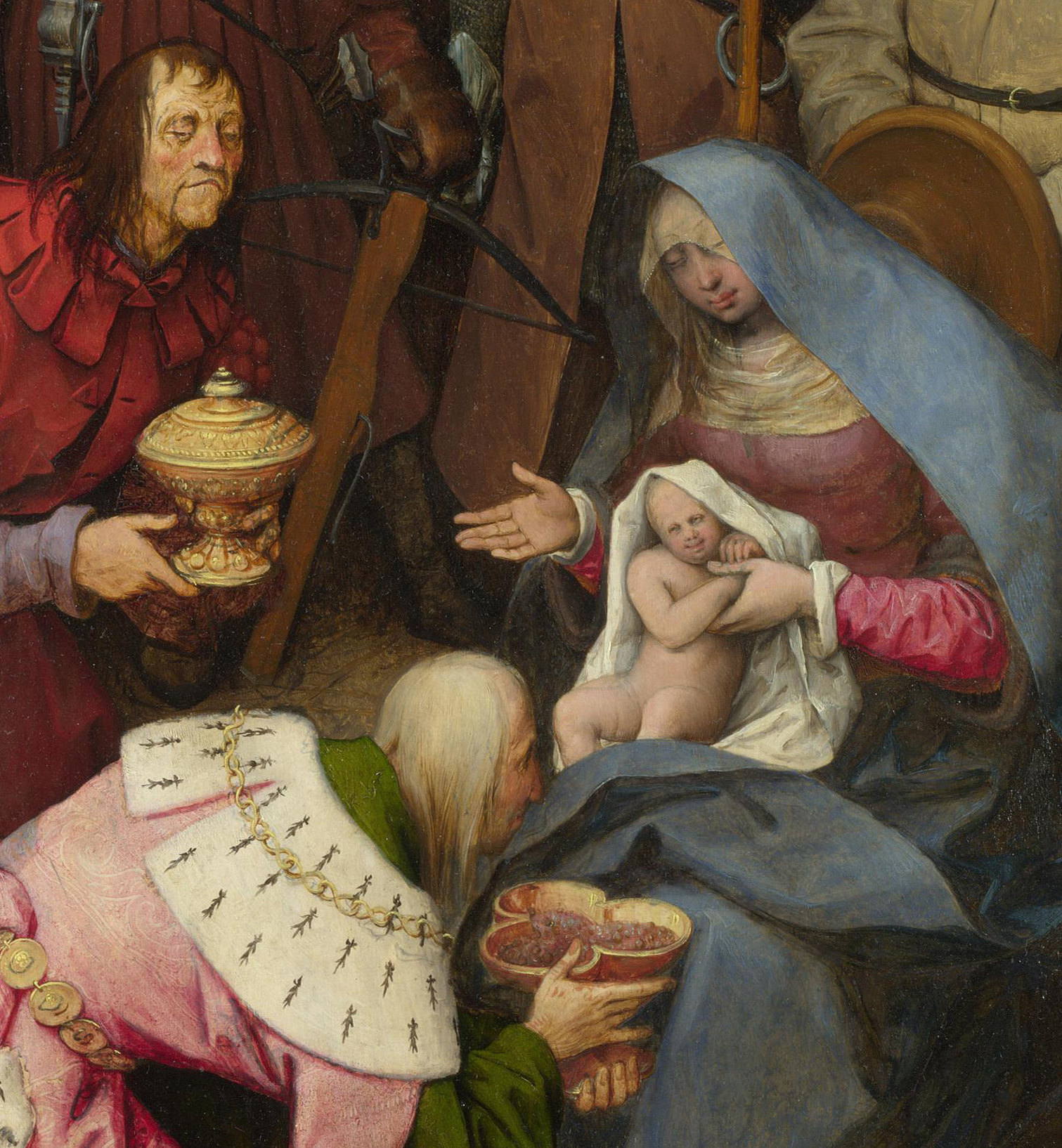
Centrale groep

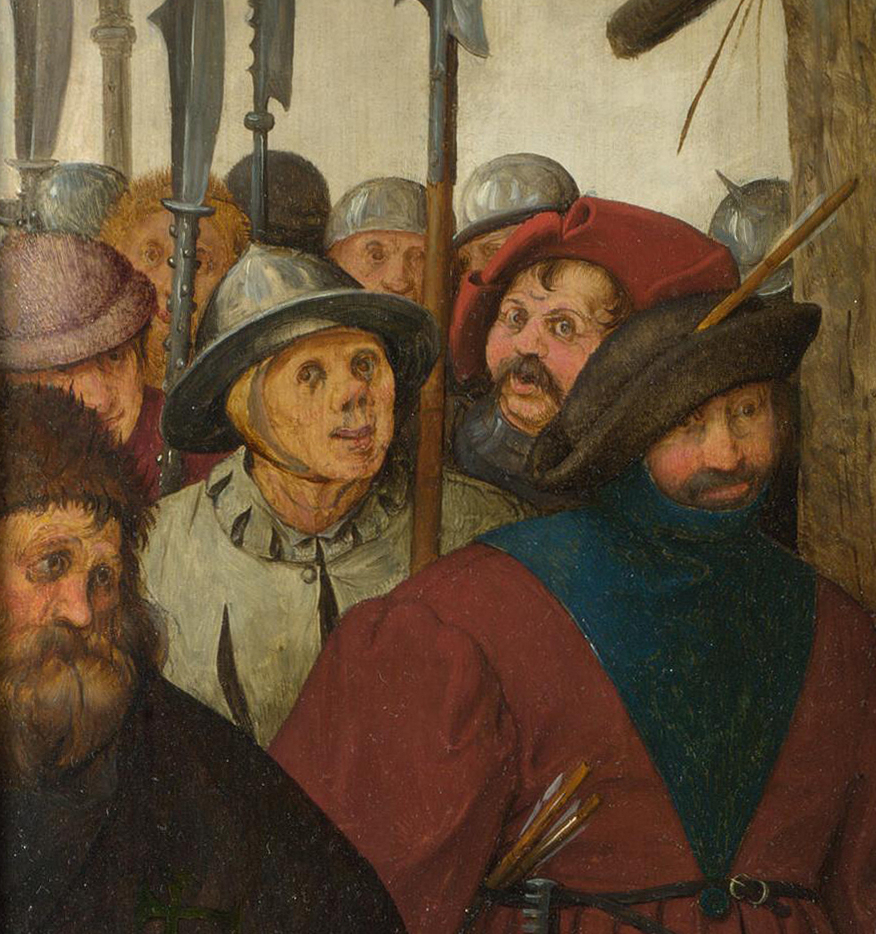
Soldaten

De aanbidding door de wijzen is een schilderij van Pieter Bruegel de Oude uit 1564 in de National Gallery in Londen. Het paneel, aan alle zijden licht bekort behalve onderaan, is rechtsonder gesigneerd BRVEGEL · M · D · LXIIII.

## Voorstelling
Afgebeeld is het op Matteüs 2:1-12 teruggaande thema van de aanbidding der wijzen. Drie wijzen zijn uit het oosten gekomen om het Jezuskind te eren in de halfopen stal waar hij is geboren en bieden de Heilige Familie rijke geschenken aan. Terwijl wapenvolk zich verdringt, presenteert Maria zittend de naakte Jezus op haar schoot, die verlegen lacht en zich ietwat beducht lijkt af te wenden van de wijzen. Hun kledingstijl is rijk en extravagant. Links buigt Caspar in framboosachtige pofmouwen voorover. Zijn neerhangende mond en oogleden doen hem ouder lijken dan hij verondersteld wordt te zijn. Zijn haar is lang en vettig, net als dat van Melchior naast hem. Deze knielende grijsaard, wiens gezicht ook gegroefd is, draagt een roze, met bont afgezette mantel zonder de armen in de veel te lange mouwen te steken. Rechtop staat de zwarte Balthasar dromerig weg te staren. Het geschenk in zijn handen is een gouden schip met een nautilusschelp.
De mannen achter hem letten evenmin op Maria of Jezus. De ene kijkt dommig door zijn dikke brillenglazen, de andere heeft een frons en opengesperde ogen die weinig vertrouwen inboezemen. Naast dit duo fluistert iemand de struise Jozef iets in het oor. Zijn uitgestrekte nek rijmt met de ezelskop die boven de voederbak reikt. Jozef leent hem het oor maar lijkt niet onder de indruk van wat hij hoort. Wordt hier de maagdelijke geboorte van het kind betwijfeld? Voor zijn kruis houdt hij een opvallend grote hoed. De reusachtige landsknecht naast hem, uitgerust voor de strijd, draagt boven zijn maliënkolder een dikke leren mantel. Gewapend met een katzbalger zwaard en een Luzernse hamer ("valkensnavel") kijkt hij vreemd intens naar de aangeboden cadeaus. De soldaten verderop hebben ook rare blikken met te veel oogwit. Zijn ze ontzet, gehypnotiseerd, buiten zinnen? De bebaarde man helemaal links ziet er nog het vriendelijkst uit, maar zijn uitdrukking is bezorgd.

## Analyse
Wat een eenvoudige Aanbidding lijkt, roept bij nader toezien toch vragen op. De geladen, dreigende sfeer past niet echt bij de gelegenheid. Passiesymbolen als de rechtstaande kruisboog, de kruisvormige Luzernse hamer en de op een lijkwade gelijkende kinderdoek kaderen nog binnen de traditie. Het wapenvolk kan vooruitwijzen naar de dreiging van Herodes of alludeert misschien op de repressie die toen de Nederlanden begon te teisteren. Het protestantisme broeide en geen twee jaar later zou de Beeldenstorm losbreken. Verontrustend zijn vooral de gezichten. Sommigen denken dat het werk een karikatuur of satire is, maar ze verklaren niet wat Bruegel daartoe zou hebben aangezet. Voor Sellink is er eenvoudig sprake van gevarieerde emoties en reacties. Hij ziet behalve onverschilligheid ook ingetogen aandacht, nieuwsgierigheid en eerbiedige contemplatie. Huet voegt daar tederheid, onbegrip, nijd, achterklap en hebberigheid aan toe. Spronk meent dat het negatieve toch doorweegt en merkt vooral animositeit en angst. Volgens hem is de Aanbidding een emulatie van het Driekoningen-drieluik van Jheronimus Bosch, waarvan Bruegel een kopie zou hebben bezeten. Nog meer dan bij Bosch zouden Bruegels koningen een heidense, boze traditie vertegenwoordigen. Hij geeft toe dat een volledig begrip moeilijk blijft door de iconografische complexiteit. Nog een andere invalshoek is die van de retoriek. In het Brussel waar de Aanbidding tot stand kwam werden vele Mariaspelen opgevoerd, in de eerste plaats de jaarlijkse cycli Zeven Bliscappen van Maria en Spelen van de Zeven Weeën. Er is geopperd dat die praktijken doorschemeren in het schilderij. Misschien vinden we de meest overkoepelende duiding in een geliefd breugeliaans thema: de blindheid van degenen die niet tot herkenning in staat zijn.

## Stijl
In meerdere opzichten is de Aanbidding stilistisch ongewoon voor Bruegel. Het is zijn enige verticale paneel en vergezichten of doorkijkjes ontbreken. Alle aandacht gaat naar de monumentale, uitgerekte figuren met de kleine hoofden. Men onderkent hierin een Italiaanse invloed, die zich ook uit in het heldere coloriet. Bij Bruegel echter geen geïdealiseerde Madonna of cherubijns Kind. Alle figuren zijn van vlees en bloed. Lichamelijke schoonheid was voor hem niet de maatstaf.

## Situering binnen het oeuvre
Dit is de laatste van de drie Aanbiddingen die van Bruegel bewaard zijn. Rond 1556 had hij het thema voor het eerst behandeld in de Brusselse Aanbidding, een van zijn weinige overgebleven werken op doek. In 1563 creëerde hij De aanbidding door de wijzen in de sneeuw, een klein maar innovatief paneel dat religieuze kunst paarde aan genrestuk. Voor de Londense Aanbidding uit 1564 greep hij terug naar de centrale groep van de Brusselse versie, die hij in aangepaste vorm overbracht op groot formaat. Andere episoden uit het Kerstverhaal schilderde hij met de Vlucht naar Egypte (1563) en de Kindermoord te Bethlehem (1566).

## Provenance
De Londense Aanbidding is wellicht in 1594 in de Nederlanden verworven door landvoogd Ernst van Oostenrijk. Zijn nalatenschap ging naar zijn oudste broer, keizer Rudolf II. De tocht van het schilderij langs de keizerlijke kastelen is te volgen in de inventarissen: in 1619 bevond het zich in de Weense Hofburg, in 1781 in het Kasteel van Bratislava, rond 1794 in de Burcht van Boeda en in 1850 terug in Wenen, misschien in Palais Augarten. Anders dan de Bruegels die nu de trots zijn van het Kunsthistorisches Museum Wien, werd de Aanbidding vervreemd. De eerst privé-eigenaar was de architect Louis Montoyer, zoon van de naar Wenen uitgeweken Louis Montoyer. Hij verkocht het werk aan Joseph Geyling en diens kleinzoon Eugen Geyling stond het in 1894 af aan Georg Roth. Zijn zoon Karl Roth verkocht het in 1919 aan de Weense kunsthandelaar Guido Arnot, bij wie het een jaar later werd aangekocht door de National Gallery.